# Baryconus atricornis
Baryconus atricornis är en stekelart som först beskrevs av Alan Parkhurst Dodd 1913.  Baryconus atricornis ingår i släktet Baryconus och familjen Scelionidae. Inga underarter finns listade.